# 寺川奈津美
寺川 奈津美（てらかわ なつみ、1983年〈昭和58年〉2月8日 - ）は、日本の気象予報士・防災士。

## 人物・来歴
山口県下関市出身。中学・高校時代は陸上部に所属し、部活前に学校の外を毎日4 - 5キロメートル走っていた。
高校卒業後、東京に行けば世界が広がると思い、慶應義塾大学理工学部応用化学科に進む。在学中の2004年、矢上キャンパスにある理工学部独自の学園祭「第5回矢上祭」で行われた理系美人コンテスト『ミス矢上』でグランプリを獲得。大学卒業後、銀行員、学習塾講師などの勤務を経てNHK鳥取放送局にて情報番組『とっとり くらしの情報便』のキャスターとなる。鳥取放送局時代に平成23年山陰豪雪に遭遇したことが本格的に気象情報キャスターを志すきっかけになったことを語っている。
2011年4月から『NHKニュース7』の気象情報キャスターへの起用が決まり、その研修を実施中に東日本大震災が発生した。それを受け、被災者に寄り添って伝いたいとの思いを募らせ、気象情報は子供でも分かるようになるべく分かりやすく伝えようと心掛けた。また2014年12月に徳島県西部の山間部などが豪雪によって一時約700名近くが孤立した際には、その1週間後の週末現地に一人で入り、地元の人から話を聞き実情に触れた。
2016年3月にNHKとの契約が終了した後、同年4月4日から『直撃LIVE グッディ!』（フジテレビ）の気象情報を担当する。2018年6月8日の『グッディ!』において、今春に30代の会社員と結婚し妊娠5か月で、10月に出産予定であることを発表、同10月1日の放送では、翌日2日より産休に入ることを発表した。11月1日自身のTwitterを更新し、長男の誕生を報告した。
産休期間を経て、2019年2月4日の『グッディ!』より復帰。その後、長女を出産する。

## 出演番組
☆印は現在出演中の番組
- ☆ Nらじ （気象情報、NHKラジオ第1放送、2023年 - 現在）[13][14]
- NHKニュース7 （気象情報、NHK総合テレビ、2011年4月4日 - 2016年4月1日）[5][15]。
- 大!天才てれびくん(NHK Eテレ、2011年12月14日）[16]
- 直撃LIVE グッディ!（フジテレビ、 2016年4月4日 - 2020年9月25日 ）[17]
- ネプリーグ(フジテレビ、2016年6月27日）[18]
- モノシリーのとっておき〜すんごい人がやってくる!〜(フジテレビ、2018年4月20日）[19]

## 著書
- 『はれますように : 気象キャスター寺川奈津美 : ?未来はきっと変えられる?』トランスワールドジャパン、2015年11月13日。ISBN 978-4-86256-165-7。